# Tidewater-Pipeline
Die Tidewater-Pipeline war die erste Langstrecken-Erdölpipeline der Welt. Die Bauarbeiten begannen am 22. Februar 1879. Am 28. Mai 1879 wurde die Pipeline unter der Leitung von Byron Benson erfolgreich in Betrieb genommen. Die 175 Kilometer lange Tidewater-Pipeline verlief zunächst zwischen Rixford und Williamsport (Pennsylvania). 1882 wurde sie bis Bayonne (New Jersey) verlängert.

## Vorgeschichte
Edwin Laurentine Drake bohrte im Jahr 1859 als erster US-Amerikaner nahe Titusville in Pennsylvania erfolgreich nach Erdöl. Diese Pioniertat löste eine große Zahl weiterer Bohrungen aus. Innerhalb weniger Jahre entstand ein neuer Industriesektor. 1865 wurde eine fünf Meilen lange hölzerne Erdölpipeline nahe Titusville gebaut, die das gewonnene Erdöl zu einer nahe gelegenen Eisenbahnstrecke transportieren sollte. Weil die Pferdekutscher, die die mit Erdöl gefüllten Fässer (englisch barrel) bisher beförderten, um ihre Arbeitsplätze fürchteten, wurde die hölzerne Erdölpipeline durch Brandstiftung sabotiert. Als Konsequenz aus der Zerstörung der hölzernen Erdölpipeline wurden beim Pipelinebau in den Folgejahren zunächst schmiedeeiserne Röhren und schließlich Stahlröhren verwendet.
Die Firma Standard Oil hatte relativ schnell die nahezu vollständige Kontrolle über die Erdöl-Branche gewonnen. Um dem Preisdiktat der Eisenbahngesellschaften, die entweder dem Ölmagnaten John D. Rockefeller gehörten oder die mit diesem eng zusammenarbeiteten, zu entkommen, ersann Byron Benson eine Pipeline, mit der er Erdöl vom Bradford-Ölfeld nach Williamsport (Pennsylvania) transportieren wollte. Dazu musste das Erdöl über eine Entfernung von 109 Meilen gepumpt und dabei ein 800 Meter hoher Bergrücken überwunden werden. Als Zielort wurde zunächst Williamsport gewählt, weil dieser Ort an einer Bahnstrecke der Reading Company lag, so dass das Erdöl per Eisenbahn Richtung Ostküste weitertransportiert werden konnte. Zur Realisierung dieses ehrgeizigen Ziels wurde am 13. November 1878 die Tidewater Pipe-Line Company von Byron D. Benson (Planer), Robert E. Hopkins (Ingenieur) und David McKelvy (Rechtsanwalt) gegründet. Obwohl der Pipelinebau geheim vorangetrieben werden sollte, erfuhr John D. Rockefeller davon. Er setzte daraufhin Spitzel ein und unternahm große Anstrengungen, um das Land, über das die Pipeline laufen sollte, zu erwerben. Rockefellers Versuche, das Pipeline-Projekt zu verhindern, schlugen jedoch fehl.

## Bau
Die einzelnen schmiedeeisernen Pipeline-Rohre besaßen einen Durchmesser von sechs Zoll, eine Länge von 18 Fuß und ein Gewicht von 340 Pfund. Die ersten Pipeline-Rohre wurden am 22. Februar 1879 verlegt. 
Eine technische Herausforderung war die Pumpe, die das Erdöl durch die Pipeline drücken sollte. Die Holly Company entwickelte eine spezielle Pumpe, um den physikalischen Gegebenheiten gerecht werden zu können. Die erste der beiden Pumpstationen befand sich am Rande des Bradford-Ölfeldes nahe Coryville im McKean County. Am 28. Mai 1879 wurde die erste Pumpe in Betrieb genommen. Aus zwei eisernen Tanks, die jeweils ein Erdöl-Fassungsvermögen von 25000 Barrels besaßen, drückte sie mit einer Pumpenleistung von 70 PS das Erdöl in die Rohrleitung hinein. Das Erdöl begann dadurch mit einer Geschwindigkeit von einer halben Meile pro Stunde in Richtung Williamsport zu fließen. Die zweite Pumpstation war in 28 Meilen Entfernung im Lycoming County errichtet worden. Diese zweite Pumpe war erforderlich, um den einige Meilen weiter östlich gelegenen Bergrücken überwinden zu können. Nach dem Überschreiten des Scheitelpunktes floss das Erdöl infolge der Schwerkraft in Richtung Zielort weiter. Eine Woche später, am 4. Juni 1879, erreichte das Erdöl Williamsport, so dass sich die dortigen Speichertanks zu füllen begannen.